# Dniprorudne
Dniprorudne (ukr. Дніпрорудне) – miasto w południowo-wschodniej części Ukrainy pod okupacją rosyjską, w obwodzie zaporoskim, ośrodek przemysłu spożywczego.